# 6-й парашутний батальйон (Велика Британія)
6-й (королівських уельсців) парашутний батальйон (англ. 6th (Royal Welch) Parachute Battalion ) - повітряно-десантний батальйон Парашютного полку Великобританії, який існував у 1942-1947 роках і брав участь у Другій світовій війні . Створено на основі 10-го батальйону Королівських уельських фузилерів, переформованого у парашутний підрозділ. Складався у 2-й парашутній бригаді 1-ї повітряно-десантної дивізії . Бойове хрещення прийняв під час операції "Слепстік" в Таранто, після відходу 1-ї повітряно-десантної дивізії бився під Монте-Кассіно . Першу десантну операцію 6-й батальйон здійснив під час операції «Драгун» на півдні Франції, а потім брав участь у операції «Манна» у Греції. Після війни служив у 6-й повітряно-десантній дивізії і був розформований у 1947 році, а його особовий склад був переведений до 4-го парашутного батальйону .

## Історія формування

### Передумови

Британські парашутисти у Норвічі у формі для стрибків

Прем'єр-міністр Великобританії Вінстон Черчілль був вражений діями німецьких парашутистів під час Французької кампанії і наказав військовому міністерству зайнятися створенням у Британській армії корпусу парашутистів чисельністю 5 тисяч осіб  . Вимоги до солдатів для служби у лавах цього корпусу були досить жорсткими, і з перших 3500 осіб лише 500 пройшли відбір та отримали подальше право навчатися  .
22 червня 1940 р. 2-й підрозділ британських командос було перетворено на парашутне і з 21 листопада стало відомо як 11-й батальйон Особливої повітряної служби (пізніше воно стало 1-м парашутним батальйоном ), отримавши у своє розпорядження крило планерів та десантне обладнання   . Саме ці солдати провели першу британську повітряно-десантну операцію під кодовою назвою «Колос» 10 лютого 1941  успіх якої став відправною точкою для подальшого розширення повітряно-десантних сил. Так у квітні 1942 року в Дербіширі було створено навчальний центр для парашутистів та утворено Парашютний полк, а до серпня 1942 року почалося перетворення піхотних батальйонів у повітряно-десантні  . Тих добровольців, які були здатні пройти всі тести для зарахування до особового складу парашутних підрозділів, заміняли добровольці з інших підрозділів  .

### Освіта батальйону

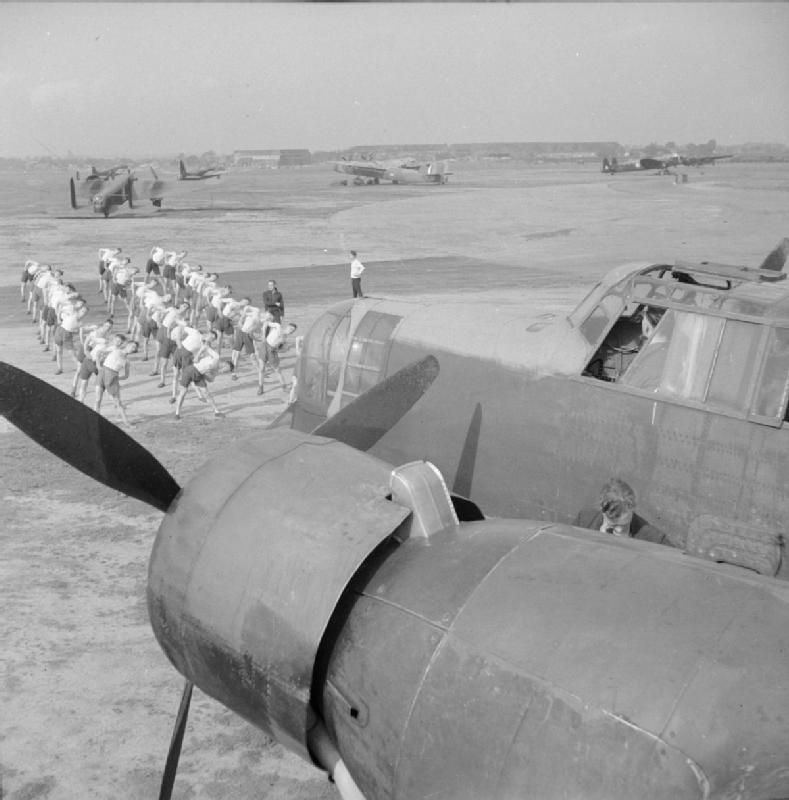
Солдати батальйону тренуються на аеродромі Рінгуей у серпні 1942 року

10-й батальйон Королівських уельських фузилерів був за розпорядженням підполковника Чарльза Хіларі Воуена Прічарда (англ. Charles Hilary Vaughan Pritchard ) перетворений на 6-й (королівських уельсців) парашутний батальйон у серпні 1942 року і включений разом з 4-м та 5-м парашутними батальйонами у 2-гу парашутну бригаду  . Чисельність батальйону на момент утворення становила 556 осіб, які служили у трьох ротах. До складу кожної роти входили невеликий штаб та три взводи. У кожному взводі була важка зброя: три кулемети BREN і три 2-дюймові міномети (по одному на відділення)  . З важкої зброї в батальйоні були лише 3-дюймові міномети та станкові кулемети Vickers на озброєнні кожного взводу  . До 1944 року у складі батальйону з'явилася рота підтримки, куди входило п'ять взводів — взвод моторного транспорту, взвод зв'язківців, взвод мінометників, взвод кулеметників та взвод протитанкової зброї. У їхньому розпорядженні було вісім 3-дюймових мінометів, чотири станкові кулемети Vickers і десять протитанкових гранатометів PIAT  .
Усі солдати батальйону мали пройти 12-денний курс стрибків з парашутом, який проводився в 1-й парашутній школі британських ВПС на аеродромі Рінгуей . Початкове навчання включало стрибки з парашутом з керованого загороджувального аеростата, після яких йшли п'ять стрибків з літака. Аеростати використовувалися для того, щоб прискорювати процес навчання: вправи зі стрибків з аеростатів виконували понад 5 тисяч осіб  . У випадку, якщо парашутист виявлявся не в змозі виконати хоча б один стрибок, він повертався в розташування свого попереднього підрозділу, а решта отримувала право носити бордовий берет і кокарду парашутиста у формі крил на цьому береті   .
Повітряно-десантні війська мали боротися проти супротивника, що перевершує за чисельністю, озброєного важкою стрілецькою зброєю, артилерією і навіть танками. Тому навчання парашутистів мало насамперед зміцнити їхній бойовий дух, привчити їх до дисципліни, можливості розраховувати лише на свої сили та підвищити їхню агресивність. Величезне значення приділялося фізичній підготовці, навичкам точної стрілянини та орієнтуванню на території  . Значну частину часу під час навчань витрачали на марш-кидки та штурми позицій умовного супротивника: захоплення та утримання автодорожніх, залізничних мостів та берегових укріплень  . Після закінчення цих вправ батальйон мав самостійно повернутися до своїх казарм і підтвердити тим самим свою витривалість: повітряно-десантний взвод мав вміти долати 80 км за добу, а батальйон — 51 км  . Це вміння було підтверджено у квітні 1945 року, коли 3-я парашутна бригада здолала 24 км за добу, провівши сумарно 18 годин у ближньому бою , а 5-та парашутна бригада пройшла 80 км за три доби, також провівши сумарно дві ночі в постійних сутичках із противником  .

## Бойовий шлях

### Італія
1-а британська повітряно-десантна дивізія, до складу якої входив 6-й (королівських) уельсців парашутний батальйон, була відправлена до Тунісу в 1943 році для підготовки до висадки на острів Сицилія та Апеннінський півострів. Було створено плани операцій, у яких мали брати участь саме бригади. Перша висадка під кодовою назвою «Ледброук» виконувалася силами 1-ї повітряно-десантної бригади, чий особовий склад висаджувався на планерах, з 9 по 10 липня 1943 року  . Друга операція, що отримала кодову назву "Глаттон" (англ. Glutton ), повинна була виконуватися силами всієї 2-ї парашутної бригади в ніч з 10 на 11 липня і полягала в захопленні моста біля Августи, але через обставини, що змінилися, була скасована  . 1-а парашутна бригада мала виконати третю місію — «Фастіан» — із захоплення мосту Примосоле в ніч з 13 на 14 липня  .
1-а повітряно-десантна та 1-а парашутна бригади зазнали величезних втрат на Сицилії, тому на момент початку підготовки до операції «Слепстік» тільки 2-а та 4-а парашутна бригади були у повній бойовій готовності. У ході цієї операції планувалося здійснити висадку у порту Таранто . З Бізерти 8 вересня 1943 року, за добу до капітуляції Італії, вирушила 2-а парашутна бригада і висадилася, не зустрівши жодного опору, проте під час перекидання військ 56 солдатів загинули: вони переправлялися на мінному загороднику HMS Abdiel, який натрапив на поставлену в гавані міну і затонув  . 4-я парашутна бригада просувалася тим часом углиб, а 2-я бригада прийняла він обов'язки по зачистці порту і околиць. У міських боях і сутичках на аеродромі Джоя дель Колле загинув генерал-майор 1-ї дивізії Джордж Хопкінсон, і його обов'язки на себе взяв бригадир Ернест Даун  . Підполковника Прічарда було здійснено в бригадири і очолив 2-ю бригаду , а його посаду командира 6-м парашутним батальйоном обійняв підполковник Дж. Р. Гудвін  .
1-а повітряно-десантна дивізія залишила незабаром Італію і вирушила до Англії, а ось 2-а парашутна бригада продовжила діяти разом з 6-м парашутним батальйоном як окреме формування, підкоряючись 2-ї новозеландської дивізії  . У червні 1944 року невеликий загін із 60 осіб під командуванням капітана Фіцроя-Сміта брав участь в операції «Хасті» з десантування за німецьку лінію оборони при Торрічеллі з метою перекриття шляхів постачання німцям, що відступають зі Сори в Авеццано  .

### Франція
6-й парашутний батальйон взяв участь у своєму першому справжньому десанті у Південній Франції: десантування було здійснено о 4:40 15 серпня 1944 року . Під час приземлення вся друга парашутна бригада розвіялася: тільки штаб бригади зумів висадитися в призначеній зоні. 4-й парашутний батальйон налічував від 30 до 40 відсотків боєздатного складу в зоні висадки, а 5-й — і того менше, оскільки в зоні висадки виявилася лише невелика рота його особового складу. У 6-го парашутного батальйону успішно прибули на місце десантування до 70% особового складу  . 6-й батальйон зайняв містечка Ля-Мотт та Кластрон, де прийняв капітуляцію німецького гарнізону. Поки виставлялася охорона сіл, кілька патрулів вирушили встановлювати контакт із солдатами 517-го американського парашутного полку за Ля-Мотт. До 16:00 у зону висадки прибули підкріплення з батальйону, загальна чисельність складу вже налічувала 17 офіцерів та понад 300 солдатів  . Солдати роти C вирушили охороняти дорогу між Ле-Мюї та Ле-Люк, готуючись атакувати німців, що відступають, але о 22:00 повернулися в зону висадки, так і не зустрівши попутно німців. У ніч із 15 на 16 серпня жодних інцидентів зафіксовано не було, а патруль повернувся з Ле-Мюї з 11 полоненими німцями. 16 числа американський батальйон захопив Ле-Мюї, і чотирма патрульними здалися 70 солдатів із шістьма протитанковими знаряддями  . О 14:00 17 серпня два взводи з батальйону помітили, що німці відступали після зіткнення з 5-м парашутним батальйоном, після чого до британців приєдналися частини 36-ї та 45-ї піхотних дивізій Армії США  . 20 серпня 6-й парашутний батальйон досяг містечка Фреюс, а 25 серпня були звільнені Канни . 2-я парашутна бригада 28 серпня вже була в Неаполі, прибувши туди морем  .

### Греція
2-ю парашутну бригаду було перекинуто до Греції для підготовки до операції «Манна», щоб відновити порядок на території Греції до формування уряду  . Передові частини 4-го парашутного батальйону висадилися 12 жовтня 1944 року за 45 кілометрів від Афін на аеродромі Мегара. Через погану погоду висадка пройшла із втратами, і бригада до кінця не висадилася. Планувалося перекинути команду польових лікарів на планері наступного дня, щоб надати підтримку офіцеру медичної служби 4-го батальйону. До 14 жовтня погодні умови покращилися, і більшість бригади зуміла десантуватися у Мегари , але сильні вітри призвели до низки серйозних інцидентів: з 1900 десантників троє загинули під час висадки і 97 поранено. До Афін попрямували 4-й та 6-й батальйони  .
Бригада взяла на себе обов'язки щодо підтримки порядку в Афінах та стримування комуністів та монархістів, щоб ті не розв'язали чергове зіткнення. 4 листопада 6-й батальйон вирушив до Фіви, а 5-й (шотландський) зі штабом бригади та 127-м парашутним польовим шпиталем вирушив до Салоніки . Передбачалося вивести бригаду з грецької території, але через загострення ситуації всі підрозділи повернулися до Афін . 2-я парашутна бригада та 2-га танкова бригада вступили до столиці, зайнявши оборону Акрополя та стратегічно важливих точок. Втрати цих підрозділів були загалом невеликими, але при цьому постійними  . 6-й батальйон втратив убитими та пораненими 130 осіб за час боїв у Греції  .

### Після війни
Батальйон повернувся до Італії, де залишився до кінця війни. Після завершення бойових дій він повернувся до Англії ненадовго, потім з усією бригадою перейшов до 6-ту повітряно-десантну дивізію, яка вирушила до Палестини. У грудні 1947 року в рамках армійської реформи 6-й парашутний батальйон припинив існування: його особовий склад був переведений до 4-го парашутного батальйону, який отримав найменування 4/6-го  .